# Thomas Stratos
Thomas Stratos (* 9. Oktober 1966 in Ioannina) ist ein deutsch-griechischer Fußballtrainer und ehemaliger Profifußballer.

## Karriere

### Spielerlaufbahn
Über den SC Bad Salzuflen, SuS Lage und FC Gütersloh kam Stratos 1988 zum damaligen Oberligisten Arminia Bielefeld. Nach dem verpassten Aufstieg 1990 wechselte er zum Hamburger SV, zwei Jahre später zum Zweitligisten 1. FC Saarbrücken.
1994 kehrte er nach Bielefeld zurück und hatte, zusammen mit Spielern wie Armin Eck, Fritz Walter, Thomas von Heesen und Jörg Bode, wesentlichen Anteil am Durchmarsch der Ostwestfalen von der Regionalliga ins Fußball-Oberhaus. Von 2000 bis zum Karriereende 2002 spielte er erneut für den 1. FC Saarbrücken.
In insgesamt 129 Bundesligaspielen erzielte Thomas Stratos acht Tore. In 100 Zweitligaspielen kam er zudem auf drei Tore.

### Trainerlaufbahn
Von 2006 bis 2007 war Stratos Trainer beim Oberligisten FC Gütersloh 2000. Nach dem 2. August 2007 nahm er die Trainerfunktion beim Oberligisten Hammer SpVg bis zum Saisonende 2008 wahr. Von 2008 bis 2012 war er Trainer beim SC Wiedenbrück 2000, mit dem er gleich im ersten Jahr die Meisterschaft der Westfalenliga 1 holte. Bereits in der darauffolgenden Saison 2009/10 wurde Stratos mit dieser Mannschaft auch in der NRW-Liga Tabellenerster, was den Aufstieg in die Regionalliga West bedeutete.
Im Juni 2013 übernahm er den Cheftrainer-Posten bei Zweitliga-Absteiger SSV Jahn Regensburg. Mit Regensburg gelang ihm frühzeitig der Klassenerhalt in der 3. Liga 2013/2014. Jedoch erhielt Stratos trotz sportlich erreichter Ziele keinen neuen Vertrag für die Spielzeit 2014/2015 und hat somit den Verein zum 30. Juni 2014 verlassen.
Im November 2014 übernahm Stratos als Cheftrainer den Berliner Regionalligisten BFC Dynamo. Mit den Berlinern gewann er am 20. Mai 2015 durch ein 1:0 gegen Tasmania Berlin den Berliner Pokal, wodurch sich die Mannschaft für den DFB-Pokal qualifizierte.
Im Oktober 2016 war Stratos für 11 Tage Interims-Co-Trainer unter Ioannis Amanatidis bei Iraklis Thessaloniki, bevor er ab November 2016 unter Michael Skibbe für zwei Jahre als Co-Trainer der Griechischen Fußballnationalmannschaft arbeitete.
Zur Saison 2019/20 kehrte Stratos als neuer Trainer des SC Fortuna Köln in die Regionalliga West zurück. Die Zusammenarbeit wurde Anfang Mai 2020 beendet. Nach mehreren kurzen Stationen  in den Vereinigten Arabischen Emiraten, Griechenland und Deutschland übernahm Stratos zur Saison 2024/25 erneut den West-Regionalligisten SC Wiedenbrück. Dort wurde er im Oktober 2024, nach neun Spieltagen und fünf erreichten Punkten, aufgrund mangelnden sportlichen Erfolgs freigestellt.

## Sonstiges
Stratos betrieb bis Oktober 2011 ein Fitnessstudio in Rietberg in der Nähe von Gütersloh.